# Joan Brady
Joan Brady (San Francisco, 4 dicembre 1939 – Oxford, 18 giugno 2024) è stata una scrittrice e ballerina statunitense con cittadinanza britannica.

## Biografia
Nata nel 1939 a San Francisco da Mildred Edie Brady e Robert A. Brady, visse e lavorò a Oxford.
Ballerina professionista nel San Francisco Ballet e nel New York City Ballet, si laureò in filosofia alla Columbia University.
Trasferitasi nel 1965 in Gran Bretagna, esordì nel 1979 con il romanzo The Impostor e in seguito pubblicò altri 6 romanzi, una biografia e due saggi.
Prima donna (e prima statunitense) a ricevere il premio per il "Libro dell'anno" ai Costa Book Awards del 1993 con Theory of War, per lo stesso romanzo ottenne due anni dopo il Prix du Meilleur livre étranger.

## Vita privata
Sposatasi nel 1963 con lo scrittore Dexter Masters, amante segreto della madre scomparso nel 1989, dalla loro unione nacque nel 1965 lo scrittore Alexander Masters.
Visse molti anni nel Devon in una casa situata nelle vicinanze di una fabbrica di scarpe contro la quale sostenne una battaglia legale lunga 8 anni per via delle esalazioni tossiche causate dalle colle usate nello stabilimento conclusasi con un accordo extragiudiziale e il riconoscimento medico di una neuropatia periferica d'origine tossico-ambientale.

## Opere

### Romanzi
- The Impostor (1979)
- Theory of War (1993)
- Death Comes For Peter Pan (1996)
- The Emigré (1999)
- Rosso sangue (Bleedout, 2005), Milano, Sonzogno, 2006 traduzione di Stefano Bortolussi ISBN 88-454-1332-2.
- Venom (2010)
- The Blue Death (2012)

### Memoir
- The Unmaking of a Dancer (1982)

### Saggi
- America's Dreyfus (2015)
- Alger Hiss: Framed (2017)

## Premi e riconoscimenti
- Costa Book Awards: 1993 vincitrice nella categoria "Miglior Romanzo" e "Libro dell'anno" Theory of War
- Prix du Meilleur livre étranger: 1995 vincitrice con Theory of War